# Erebia euphrasia
Erebia euphrasia är en fjärilsart som beskrevs av Hans Fruhstorfer 1917. Erebia euphrasia ingår i släktet Erebia och familjen praktfjärilar. Inga underarter finns listade i Catalogue of Life.